# Antille (album)
| Recensione | Giudizio |
| ---------- | -------- |
| Rockol     |          |

Antille è il quinto album in studio del gruppo musicale italiano di musica elettronica Pop X, pubblicato nel 2020 da Bomba Dischi e distribuito da Universal Music Italia.

## Descrizione
L'album include rifacimenti di brani del progetto parallelo ska di Walter Biondani Jengyska  tra cui Antille, Barboni, Onda, Ape e Blanco (rinominato Il Cielo è Perso) dall'album Palazzo Honda ed il brano Tridente, presenti sulla pagina Bandcamp di Biondani. 
Il 6 giugno 2018, il gruppo pubblica attraverso la propria pagina Bandcamp il brano Barboni.
L'album è stato annunciato con l'anticipazione del singolo D'Annunzio, pubblicato il 22 gennaio 2020; si tratta di un rifacimento del brano Il Cieco e La Finestra dall'album PoPPeR del 2005 pubblicato solo sulla pagina Bandcamp del gruppo.
Con la pubblicazione del secondo singolo estratto dall'album omonimo Antille il 14 febbraio 2020, annunciano l'Antille Tour in Italia in sostegno del nuovo album.
Il brano Down è un rifacimento dell'omonimo brano pubblicato su SoundCloud il 15 aprile 2011.
Nella versione in formato CD dell'album nel brano Ape è presente dopo un minuto di silenzio una traccia nascosta di 5:04 minuti chiamata Bela sulla quale ancora non si hanno informazioni, perciò Ape qui dura 8:44 minuti.

## Tracce
1. Antille – 3:15 (Biondani)
2. Barboni – 3:35 (Biondani)
3. Baila – 4:29 (Biondani)
4. Barricati – 3:16 (Panizza)
5. Il cielo è perso – 3:22 (Biondani)
6. Onda – 3:15 (Biondani)
7. Tridente – 3:24 (Biondani)
8. Down – 3:37 (Panizza)
9. D'Annunzio – 5:06 (Panizza)
10. Ape – 2:40 (Biondani)
11. (Silenzio)
12. Bela

## Formazione
- Davide Panizza - voce, tromba, violino, sintetizzatore, arrangiamento
- Walter Biondani - chitarra, arrangiamento
- Ilaria Ciampolini - tastiera
- Niccolò Di Gregorio - batteria
- Matteo Dominichelli - basso

Produzione
- Federico Grella - registrazione
- Andrea Suriani - missaggio, mastering
- Valerio Bulla - elaborato grafico
- Marianna Fornaro - fotografia